# Gnizounmè
Gnizounmè è un arrondissement del Benin situato nella città di Lalo (dipartimento di Kouffo) con 8.836 abitanti (dato 2006).